# Eremasiomyia meridionalis
Eremasiomyia meridionalis är en tvåvingeart som först beskrevs av Boris Borisovitsch Rohdendorf 1927.  Eremasiomyia meridionalis ingår i släktet Eremasiomyia och familjen köttflugor.
Artens utbredningsområde är Iran. Inga underarter finns listade i Catalogue of Life.